# Rich Ajax Platform
A Rich Ajax Platform (RAP) egy nyílt forráskódú szoftver projekt, melynek célja, hogy lehetővé tegye a fejlesztők számára gazdag, Ajax alapú webalkalmazások készítését az Eclipse fejlesztési modell, pluginek, és egy kizárólag Java alapú API segítségével. Tekinthető a Rich Client Platform (RCP) webes megfelelőjének is, hiszen mindkettő hasonló API-kat és megközelítést alkalmaz, pusztán a célplatform tér el. Támogatja az ún. single sourcing-ot, amit azt jelenti, hogy a RAP segítségével készített alkalmazások háttérkódja könnyedén újrafelhasználható egy RCP alkalmazásban, ezáltal pedig a fejlesztőnek nem kell jelentős többletmunkát végezni, ha az üzleti alkalmazásuknak web- és desktop alapú felhasználói felülettel is rendelkeznie kell.

## Felépítése
Az Equinox keretrendszerre épül. A RAP használatával készített alkalmazások üzleti logikáját tisztán Java nyelven kell megfogalmazni, amely majd a servlet containerben fog futni. Ez a réteg felelős a felhasználói felületen történő események kezeléséért.
Az UI felépítése az asztali alkalmazásoknál megszokott módon történik. Ehhez a RAP az RWT nevű SWT újraimplementációt biztosítja. Ebben a komponensben találhatóak a legnagyobb eltérések az RCP-től, hiszen a segítségével webes, és nem desktop megjelenítést kell biztosítani. Efelett helyezkednek el a JFace és Workbench nevű rétegek. Előbbi egy segédosztályokat tartalmazó gyűjtemény, ami leegyszerűsíti a benne implementált kész komponensek révén az UI fejlesztését. A segítségével megvalósítható az MVC szemlélet az alkalmazáslogikában. A Workbench ezzel szemben a nézetek kezeléséért és az ablakozásért felel, egy Eclipse szemléletű felhasználói felület modellt biztosít a fejlesztőnek.
A kliens oldali megjelenítés a Qooxdoo nevű JavaScript keretrendszer segítségével van megoldva. Ennek nagy előnye, hogy egy böngészőfüggetlen környezetet biztosít a megjelenítés, és az azt működtető szkriptek számára. Ez felel továbbá a felhasználói felületen történő események Ajax-szal történő továbbítására a háttérlogika felé szokványos HTTP rétegen keresztül. A RAP használatakor nem kell a webes fejlesztésnél megszokott kliens oldali HTML, CSS, vagy JavaScript kódokat írni, ezek automatikusan készülnek a Java nyelven megfogalmazott reprezentáció alapján.

## Kiadások
Az új verzió kiadása az Eclipse következő kiadásával (Juno) összhangban fog történni.
| Dátum                | Verzió | Állapot   |
| -------------------- | ------ | --------- |
| 2011. szeptember 23. | 1.4.1  | Kész      |
| 2012. február 24.    | 1.4.2  | Kész      |
| 2012. június 27.     | 1.5.0  | Tervezett |
| 2012. szeptember 24. | 1.5.1  | Tervezett |
| 2013. február 25.    | 1.5.2  | Tervezett |

## Külső hivatkozások
- Hivatalos oldal
- RAP Wiki
- RAP Demók